# Henry megye (Georgia)
Henry megye az Amerikai Egyesült Államokban, azon belül Georgia államban található. Megyeszékhelye McDonough, legnagyobb városa Stockbridge. Lakosainak száma 240 712 fő (2020. április 1.). Henry megye Rockdale, Newton, Butts, Spalding, Clayton és DeKalb megyékkel határos.

## Népesség
A megye népességének változása:
| Lakosok száma | 205 225 | 207 148 | 208 622 | 211 128 | 217 739 | 240 712 |
|               | 2010    | 2011    | 2012    | 2013    | 2015    | 2020    |